# Die beiden Schüchternen
Die beiden Schüchternen ist eine Stummfilmkomödie des Regisseurs René Clair aus dem Jahr 1928. Die literarische Vorlage lieferten Eugène Labiche und Marc-Michel mit ihrer Vaudeville-Komödie Les deux timides (1860).

## Handlung
Ein schüchterner Rechtsanwalt verteidigt einen Angeklagten, dem die Misshandlung seiner Ehefrau vorgeworfen wird. Auf dem Höhepunkt seines Plädoyers wird er durch das Auftauchen einer Maus so in Verwirrung gestürzt, dass er letztlich zur Verurteilung seines Klienten beiträgt.

## Hintergrund
Der Film kam am 1. März 1929 in Frankreich erstmals in die Kinos.
1943 entstand unter dem Titel Les Deux timides von Yves Allégret eine weitere Neuverfilmung. 
1952 komponierte Georges Delerue zu diesem Film eine Filmmusik.

## Kritik
„Clairs Film lebt aus der Charakterzeichnung seiner Protagonisten und aus den Möglichkeiten des bewegten Bildes […], so dass der Wortwitz der Vorlage direkt in ‚Bildwitz‘ übertragen wird“, konstatierte Reclams Filmführer. Für Cinema war der Film ein „[m]it Leichtigkeit inszenierter, technisch ausgereifter Stummfilmklassiker“. Zu sehen sei „[t]rickreiches und leichtes Kino ohne Worte“.